# Явара (оружие)
Явара (яп. 柔, やわら Yawara) — японская ладонная палочка для массажа и нанесения тычковых ударов. Усиление удара руки с зажатым в неё предметом привело к появлению простого, но очень эффективного оружия — короткой палочки. Её длина составляет от 12 до 15 см, а диаметр колеблется в пределах 1—3 см. Она может быть сделана из разных твердых пород дерева. Может быть заточена с одной или двух сторон. В современном исполнении она может быть из пластика.

## Легенды и мифы
Явара окутана множеством мифов и легенд.
Есть разновидности легенды:
- относительно материала изготовления,
- истории происхождения,
- по тому, кто применял.

Существуют легенды, что традиционные явары делались из особых пород древесины, в которой обитали природные духи-защитники, дающие силу и мужество человеку, использующему явару.
История появления явары до сих пор неизвестна, но существуют две основных версии её появления:
1. Прообразом японского кастета стал традиционный символ веры буддийских монахов — ваджра, представляющая собой стилизованное изображение молний.
2. Предтечей явары стал обыкновенный пестик, которым толклись в ступке различные злаки, снадобья и приправы.[3]

По тому, кто применял также есть разные версии:
1. Явара была кастетом различных модификаций у японских ниндзя, которые сами по себе были окутаны мистикой и тайной.[4]
2. Буддийским священникам и монахам было запрещено носить оружие, поэтому они использовали в бою то, что имели, например, один из символов веры — ваджру (стилизованное изображение молнии).
3. Японский кастет зародился в среде мирян и прообразом его стал обычный тяжелый пестик, которым перетирают в ступе разные приправы и снадобья. Один из факторов возникновения этого оружия среди ремесленников и крестьян —  высокая стоимость металла в Японии,[3] а также, возможно, этому сословию не разрешалось носить оружие.

## История распространения и применения
Явары давно были известны в Китае и Японии.
По-вьетнамски такая палочка называется «тюй».
В Европе XVII века такого рода оружие как различного вида кастеты также пользовались популярностью среди участников тайных кланов аристократии. В этом виде оружия было немало разновидностей: разного рода замысловатых драгоценных перстней на пальцах в виде незаметного кастета, скрытых стилетов, зажимаемых между пальцами или спрятанных в трости. Но в чистом виде — как палочки (кастет) — явары использовались только в азиатских странах.
В России такое оружие называлось «чижики» по аналогии с игрой в «чижа», где чижиком называлась заостренная палка, которую отбивали игроки. Бытовали и другие названия. Например, «чижик» проходил по общерусской классификации как «закладка», наряду с чугунными «чушками» и свинцовыми «ладошками». В некоторых кругах явара может быть известна как «царапка». Существовали и другие закладки, замаскированные под бытовые предметы.
Наилучшие результаты в бою дает одновременное употребление двух таких палочек, по одной в каждой руке. При работе с яварами используются резкие выпады и перемещения, работа на разных уровнях, совмещение ударов рук, ног и всего тела.  Разумеется, в этой роли может выступать не только отшлифованная, идеально ровная деревяшка, но и любой подходящий сучок или кусок ветки, карандаш, шариковая ручка, металлическая трубка и многое другое, вплоть до вилки и расчески.
В процессе своей эволюции японский кастет значительно отдалился от своего прародителя, неважно, будь то ваджра или пестик, приобрел практичную форму, удобную для удержания в руке. На некоторых разновидностях явар стали появляться дополнительные элементы: шипы для фронтальных ударов, заостренные торцевые окончания.

## Хваты оружия
- Обычный хват
- Хват оружия для нанесения удара ладонной частью
- Хват оружия для нанесения тычковых ударов
- "Ножевой" хват
- Хват оружия для применения захватов
- Хват оружия для нанесения веерных ударов по глазам
- Хват для нанесения ударов туловищем оружия
- Прямой хват для тычковых ударов
- Хват оружия для проведения захватов рукой
- Хват оружия для нанесения ударов пальцами или кулаком
- Хват оружия для нанесения ударов верхним концом с опорой на межладонную складку

## Использованная литература
- Медведев А. Н. Как дрались в НКВД. — :ОНИЦ «Здоровье народа», 1993. — С. 119.